# Forte della Chiusa
Il forte della Chiusa (Straßensperre Chiusa in tedesco) era una fortificazione costruita dall'esercito dell'impero austriaco tra il 1849 e il 1851, come sbarramento sul passaggio attraverso la stretta dell'Adige nella chiusa di Ceraino, nel comune di Dolcè.
In realtà già da tempo esisteva una posizione fortificata veneziana in quel luogo. Nel 1701 il maresciallo de Tessé, che vi aveva fatto una ricognizione per impedire la calata del Principe Eugenio di Savoia in Italia, l'aveva descritto così, era propriamente: "una casa appiccicata contro la roccia. Non vi è tra il forte e il fiume che il passaggio d’una carretta e sul cammino vi sono due ponti levatoi che si alzano dal forte. C’è pure sul fiume una catena per impedire ai battelli di passare e, dall’altro lato del fiume, c’è una roccia viva e molto elevata, di conseguenza m’è parso che questo piccolo forte della Chiusa non potrebbe essere battuto che da assai lontano; e il fiume è molto profondo e rapido; e per arrivare ai due ponti levatoi di cui sopra, la via è tagliata nella roccia a più che un buon tiro di moschetto e il fiume forma un precipizio." 
Col passaggio del Veneto al Regno d'Italia, avvenuto nel 1866, il forte passò sotto il controllo del Regio Esercito, che lo armò con due soli pezzi di artiglieria, mantenendolo però in funzione, vista la posizione strategica.
Nel 1960 è stato in parte brutalmente demolito per permettere l'allargamento della SP11 Valdadige, che lo attraversa. Nei suoi pressi è stato edificato un albergo. La ferrovia del Brennero, che passa anch'essa da qui, è stata fatta proseguire, invece, in galleria.
Attualmente del forte rimangono solo alcuni ruderi in stato di abbandono.

## Struttura

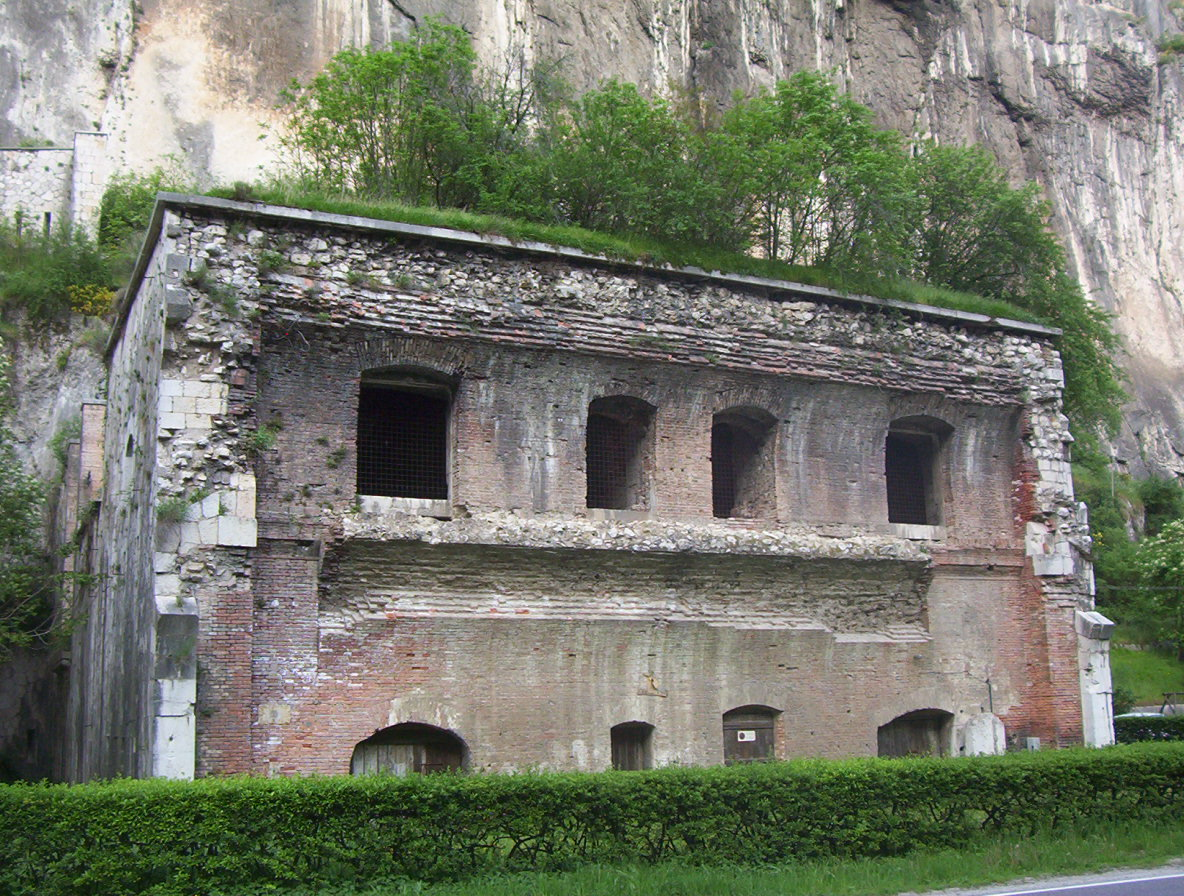
Quello che rimane del Forte della Chiusa

Lo sbarramento era costituito da casematte su due piani. La strada e la ferrovia passavano attraverso un fornice la cui apertura poteva diventare una cannoniera.
Il piano inferiore presenta 4 feritoie per artiglieria, quello superiore invece 8. Il passaggio stradale presentava da tutte e due le parti portoni e ponti levatoi.
Al pian terreno c'era una fontana alimentata da un canale proveniente dall'Adige.

### Presidio di guerra e armamento
Dodici pezzi da campagna.